# Pervomaiski (Leningrádskaya, Krasnodar)
Pervomaiski (del ruso: Первомайский) es un posiólok del raión de Leningrádskaya del krai de Krasnodar, en Rusia. Está situado en las tierras bajas de Kubán-Azov, en la cabecera de un pequeño torrente del curso superior del río Miguta, 15 km al suroeste de Leningrádskaya y 129 km al norte de Krasnodar, la capital del krai. Tenía 1 294 habitantes en 2010.
Es cabeza del municipio Pervomáiskoye, al que pertenecen asimismo Zvezdá, Zernovói y Lugovói. El municipio tenía un total de 2 073 personas.

## Historia
Fue fundado en 1931.

## Economía
Los principales sectores económicos de la localidad son el cultivo de cereales y cría de animales para leche y carne. La principal empresa es la OOO Agrofirma "Sorevnovaniye", antes sovjós (fundado en 1953).